# 148 (szám)
A 148 (száznegyvennyolc) a 147 és 149 között található természetes szám.
A 148 Mian–Chowla-sorozat tizenkettedik eleme.
Középpontos hétszögszám és egyben hétszögszám.
Pontosan 148 darab hatcsúcsú tökéletes gráf van.